# Makamba
Makamba es una comuna de la provincia de Makamba en Burundi. En agosto de 2008 tenía una población censada de 93 558 habitantes.
Se encuentra ubicada al sur del país, junto a la orilla oriental del lago Tanganica y la frontera con Tanzania.
La capital se encuentra en Makamba. En 2007, la DGHER electrificó una aldea rural del municipio.